# 애디슨 레이
애디슨 레이(Addison Rae, 2000년 10월 6일 ~ )는 미국의 SNS 스타, 배우, 댄서, 가수이다. 2022년 6월 기준, 틱톡 팔로워 수 8,800만 이상으로 전체 계정 중 4위이다. 2021년 데뷔 싱글 〈Obsessed〉를 발매하며 가수로 데뷔하였으며, 2021년 영화 《히즈 올 댓》을 통해 배우로 데뷔하였다.

## 음반 목록

### 정규 앨범
- 《Addison》 (2025)

### EP
- 《AR》 (2023)

## 충연 작품

### 영화
- 블랙 프라이데이 (2023) - 개비 역